# Аксёнов, Григорий Фёдорович
Григо́рий Фёдорович Аксёнов — советский государственный и партийный деятель.

## Биография
Родился в 1899 году в селе Шигоны Симбирской губернии. Член ВКП(б) с 1926 года. С 1919 по 1929 год служил в Красной Армии. С 1938 года — на партийной работе в Ульяновске. С ноября 1939 по 22 ноября 1942 года — первый секретарь Камчатского обкома ВКП(б). С 8 декабря 1942 по 29 ноября 1945 года — председатель Хабаровского крайисполкома.